# Cao dán rốn
Cao dán rốn là một dạng của cao dán tuỳ vào dược liệu được chiết xuất sẽ cho công dụng khác nhau. Nhưng là cao dán ở vùng rốn thì thường sẽ có tác dụng trực tiếp lên vùng bụng, dạ dày và khu vực co thắt ở ruột.

## Công nghệ chế tạo
Cao dán rốn hay cao đắp rốn theo quan điểm xa xưa là hình thức trộn các loại lá, rễ cây (gọi chung là thảo dược) có các công dụng khác nhau, sau đó đem giã nhuyễn và đắp vào vùng rốn, có thể giữ hỗn hợp giã nhuyễn này dính vào rốn bằng cách dán băng dính hoặc dán keo .
Ngày nay, bằng công nghệ cao, vận dụng khí carbon dioxide để phân tách các thành phần trong thảo dược và sử dụng thành phần hữu hiệu nhất trong thảo dược cô cạn vào trong một miếng dán có khả năng kết dính với da bụng.

## Công dụng
Loại cao dán rốn này thường có công dụng đối với các bệnh liên quan đến vùng bụng như đau bụng, lạnh bụng, tiêu hoá, tiêu chảy và một số loại thảo dược đặc biệt giúp chữa mồ hôi trộm.
Một đặc điểm nổi bật của sản phẩm thuộc dạng cao dán rốn sẽ rất hữu ích với trẻ em do không phải uống thuốc, tiêm... Việc dán một miếng cao dán rốn vào vùng bụng để điều trị các triệu chứng đơn giản như đau bụng, lạnh bụng... còn có tác dụng nhờ yếu tố tâm lý. Các loại cao dán này có khả năng tạo nhiệt và giữ nhiệt, làm nóng vùng bụng, điều đó, dễ làm tâm lý trẻ nhỏ thấy yên bụng hơn khi dán miếng cao vào rốn.

## Ứng dụng
Hiện tại, ứng dụng này chưa được sử dụng rộng rãi và chưa xuất hiện cho sản phẩm tại Việt Nam. Nhưng ở Trung Quốc, sản phẩm dựa trên công nghệ này đã có mặt được 18 năm, đó là một loại cao dán rốn của tập đoàn dược Yabao có công dụng chữa tiêu chảy rất hiệu quả. Ban đầu, sản phẩm dùng cho trẻ nhỏ nhưng đến nay, đã được nghiên cứu ứng dụng cho cả người lớn.